# Хартберг (округ)
Ха́ртберг (нем. Bezirk Hartberg) — округ в Австрии. Центр округа — город Хартберг. Округ входит в федеральную землю Штирия. Занимает площадь 955,70 км². Население 67 778 человек. Плотность населения 71 человек/кв. км.

## Административные единицы
1. Бад-Вальтерсдорф
2. Блайндорф
3. Хофинг
4. Бух-Гайзельдорф
5. Дехантскирхен
6. Динерсдорф
7. Эберсдорф
8. Айхберг
9. Фридберг
10. Графендорф-Хартберг
11. Грайнбах
12. Гросхарт
13. Хартберг
14. Хартберг-Умгебунг
15. Флаттендорф
16. Хартль
17. Хофкирхен-Хартберг
18. Кайбинг
19. Кайндорф
20. Лафниц
21. Лимбах-Нойдау
22. Мёнихвальд
23. Нойдау
24. Пинггау
25. Пёллау
26. Пёллауберг
27. Пухег
28. Рабенвальд
29. Ригерсберг
30. Райнберг
31. Рор-Хартберг
32. Оберрор
33. Рорбах-ан-дер-Лафниц
34. Зайфен-Боден
35. Оберзайфен
36. Санкт-Якоб-им-Вальде
37. Фильцмос
38. Санкт-Йохан-Херберштайн
39. Санкт-Йохан-ин-дер-Хайде
40. Шёльбинг
41. Санкт-Лоренцен-ам-Вексель
42. Санкт-Магдалена-ам-Лемберг
43. Шахен-Форау
44. Шефферн
45. Шлаг-Тальберг
46. Шёнег-Пёллау
47. Зеберсдорф
48. Зигерсдорф-Херберштайн
49. Зоннхофен
50. Штамбах
51. Штубенберг-ам-Зее
52. Тифенбах-Кайндорф
53. Форау
54. Форнхольц
55. Вальдбах
56. Арцберг
57. Венигцелль
58. Вёрт-ан-дер-Лафниц